# Callegaria muffalira
Callegaria muffalira är en fjärilsart som beskrevs av Emilio Berio 1976. Callegaria muffalira ingår i släktet Callegaria och familjen nattflyn. Inga underarter finns listade i Catalogue of Life.